# Golden Globe-galan 2000
Den 57:e upplagan av Golden Globe Awards, som belönade insatser inom TV och film från 1999, hölls den 23 januari 2000 från Beverly Hilton Hotel i Beverly Hills, Kalifornien.

## Vinnare och nominerade
Vinnarna listas i fetstil.

### Filmer
| Bästa film - drama | Bästa film - musikal eller komedi |
| --- | --- |
| - American Beauty - Slutet på historien - The Hurricane - Insider - The Talented Mr. Ripley | - Toy Story 2 - Analysera mera! - I huvudet på John Malkovich - Man on the Moon - Notting Hill |
| Bästa manliga huvudroll - drama | Bästa kvinnliga huvudroll - drama |
| - Denzel Washington – The Hurricane - Russell Crowe – Insider - Matt Damon – The Talented Mr. Ripley - Richard Farnsworth – The Straight Story - Kevin Spacey – American Beauty | - Hilary Swank – Boys Don't Cry - Annette Bening – American Beauty - Julianne Moore – Slutet på historien - Meryl Streep – Music of the Heart - Sigourney Weaver – A Map of the World |
| Bästa manliga huvudroll - musikal eller komedi | Bästa kvinnliga huvudroll - musikal eller komedi |
| - Jim Carrey – Man on the Moon - Robert De Niro – Analysera mera! - Rupert Everett – En idealisk äkta man - Hugh Grant – Notting Hill - Sean Penn – Dur och moll | - Janet McTeer – Tumbleweeds - Julianne Moore – En idealisk äkta man - Julia Roberts – Notting Hill - Sharon Stone – Drömfabriken - Reese Witherspoon – Election |
| Bästa manliga biroll | Bästa kvinnliga biroll |
| - Tom Cruise – Magnolia - Michael Caine – Ciderhusreglerna - Michael Clarke Duncan – Den gröna milen - Jude Law – The Talented Mr. Ripley - Haley Joel Osment – Sjätte sinnet | - Angelina Jolie – Stulna år - Cameron Diaz – I huvudet på John Malkovich - Catherine Keener – I huvudet på John Malkovich - Samantha Morton – Dur och moll - Natalie Portman – Där lyckan finns - Chloë Sevigny – Boys Don't Cry |
| Bästa regi | Bästa manus |
| - Sam Mendes – American Beauty - Norman Jewison – The Hurricane - Neil Jordan – Slutet på historien - Michael Mann – Insider - Anthony Minghella – The Talented Mr. Ripley | - American Beauty – Alan Ball - I huvudet på John Malkovich – Charlie Kaufman - Ciderhusreglerna – John Irving - Insider – Eric Roth och Michael Mann - Sjätte sinnet – M. Night Shyamalan |
| Bästa sång | Bästa musik |
| - "You'll Be in My Heart" (Phil Collins) – Tarzan - "Beautiful Stranger" (Madonna och William Orbit) – Austin Powers: The Spy Who Shagged Me - "How Can I Not Love You" (Babyface, George Fenton och Robert Kraft) – Anna och kungen - "Save Me" (Aimee Mann) – Magnolia - "When She Loved Me" (Randy Newman) – Toy Story 2 | - Pianisten – Ennio Morricone - American Beauty – Thomas Newman - Ängeln på sjunde trappsteget – John Williams - Anna och kungen – George Fenton - Slutet på historien – Michael Nyman - Eyes Wide Shut – Jocelyn Pook - Insider – Lisa Gerrard och Pieter Bourke - The Straight Story – Angelo Badalamenti - The Talented Mr. Ripley – Gabriel Yared |
| Bästa utländska film | |
| - Allt om min mamma (Spanien) - Aimée & Jaguar (Tyskland) - Väst-öst (Frankrike) - Flickan på bron (Frankrike) - Den röda fiolen (Kanada) | |

### Television
| Bästa TV-serie - drama | Bästa TV-serie - musikal eller komedi |
| --- | --- |
| - Sopranos - Cityakuten - Once and Again - Advokaterna - Vita huset | - Sex and the City - Ally McBeal - Dharma & Greg - Spin City - Will & Grace |
| Bästa manliga huvudroll i en TV-serie - drama | Bästa kvinnliga huvudroll i en TV-serie - drama |
| - James Gandolfini – Sopranos - Billy Campbell – Once and Again - Rob Lowe – Vita huset - Dylan McDermott – Advokaterna - Martin Sheen – Vita huset                                                                      | - Edie Falco – Sopranos - Lorraine Bracco – Sopranos - Amy Brenneman – Vem dömer Amy? - Julianna Margulies – Cityakuten - Sela Ward – Once and Again                                                                     |
| Bästa manliga huvudroll i en TV-serie - musikal eller komedi | Bästa kvinnliga huvudroll i en TV-serie - musikal eller komedi |
| - Michael J. Fox – Spin City - Thomas Gibson – Dharma & Greg - Eric McCormack – Will & Grace - Ray Romano – Alla älskar Raymond - George Segal – Just Shoot Me!                                                          | - Sarah Jessica Parker – Sex and the City - Jenna Elfman – Dharma & Greg - Calista Flockhart – Ally McBeal - Felicity Huffman – Sports Night - Heather Locklear – Spin City - Debra Messing – Will & Grace               |
| Bästa manliga huvudroll i en miniserie eller TV-film | Bästa kvinnliga huvudroll i en miniserie eller TV-film |
| - Jack Lemmon – Vad vinden sår - Jack Lemmon – Tisdagar med Morrie - Liev Schreiber – RKO 281 - Sam Shepard – Dash and Lilly - Tom Sizemore – Skyddat vittne                                                             | - Halle Berry – Introducing Dorothy Dandridge - Judy Davis – Dash and Lilly - Mia Farrow – Forget Me Never - Helen Mirren – The Passion of Ayn Rand - Leelee Sobieski – Joan of Arc                                      |
| Bästa manliga biroll i en TV-serie, miniserie eller TV-film | Bästa kvinnliga biroll i en TV-serie, miniserie eller TV-film |
| - Peter Fonda – The Passion of Ayn Rand - Klaus Maria Brandauer – Introducing Dorothy Dandridge - Sean Hayes – Will & Grace - Chris Noth – Sex and the City - Peter O'Toole – Joan of Arc - David Spade – Just Shoot Me! | - Nancy Marchand – Sopranos - Kathy Bates – Annie - Jacqueline Bisset – Joan of Arc - Kim Cattrall – Sex and the City - Melanie Griffith – RKO 281 - Cynthia Nixon – Sex and the City - Miranda Richardson – Maktens män |
| Bästa miniserie eller TV-film | |
| - RKO 281 - Dash and Lilly - Introducing Dorothy Dandridge - Joan of Arc - Skyddat vittne | |

### Cecil B. DeMille Award
- Barbra Streisand